# Епархия Сент-Омера
Епархия Сент-Омера (лат. Dioecesis Audomarensis) — упразднённая епархия Римско-Католической церкви с центром в городе Сент-Омер, Франция. Кафедральным собором епархии Сент-Омера была церковь Пресвятой Девы Марии и Святого Аудомара.

## История
12 мая 1559 года Римский папа Павел IV издал буллу Super universas , которой учредил епархию Сент-Омера, выделив её из епархии Теруана. В этот же день епархия Сент-Омера вошла в митрополию Камбре.
29 ноября 1801 года после конкордата с Францией Римский папа Пий VII издал буллу Qui Christi Domini, которой упразднил епархию Сент-Омера, передав её территорию епархии Арраса.

## Ординарии епархии
- епископ Гильом де Пуатье (1559 — ?);
- епископ Жерар де Америкур (31.03.1563 — 17.03.1577);
- епископ Жан Сис (13.02.1851 — 11.10.1586);
- епископ Жак де Памель (1587 — 19.09.1587);
- епископ Жан де Вернуа (21.06.1591 — 6.01.1599);
- епископ Жак Блаз (14.03.1601 — 21.03.1618);
- епископ Поль Жак Будо (14.01.1619 — 8.02.1627) — назначен епископом Арраса;
- епископ Пьер Поне (3.04.1628 — 31.03.1631);
- епископ Кристоф де Морле (5.07.1632 — 25.12.1633);
- епископ Кристоф де Франс (12.02.1635 — октябрь 1659);
- епископ Ладислас Жоннар (31.07.1662 — 15.07.1669) — назначен архиепископом Камбре;
- епископ Жак Теодор де Бриа (8.02.1772 — 17.06.1775) — назначен архиепископом Камбре;
- епископ Жан Шарль де Лонгваль (1676 — 10.11.1676);
- епископ Пьер Ван Ден Перре (1677);
- епископ Арман-Анн-Тристан де Ла Бом де Сюз (1677 — ?);
  - Sede vacante (1775—1693);
- епископ Луи-Альфонс де Вальбель (9.11.1693 — 29.10.1708);
- епископ Франсуа де Вальбель-Турв (19.02.1710 — 17.11.1727);
- епископ Жозеф-Альфонс де Вальбель-Турв (17.11.1727 — 13.06.1754);
- епископ Франсуа-Жозеф де Брюн де Монлуэ (16.09.1754 — 23.08.1765);
- епископ Луи-Франсуа-Марк-Илер де Конзье (14.04.1766 — 24.07.1769);
- епископ Жоаким-Франсуа-Мамер де Конзье (21.08.1769 — 2.03.1775);
- епископ Жан Огюст де Шастене де Пюисегюр (29.05.1775 — 18.07.1778);
- епископ Жозеф-Мари-Алексис де Брюйер де Шалабр (20.07.1778 — 22.11.1796).

## Источник
- Pius Bonifacius Gams, Series episcoporum Ecclesiae Catholicae, Leipzig 1931, стр. 619  (лат.)
- Konrad Eubel, Hierarchia Catholica Medii Aevi, vol. 3 Архивная копия от 21 марта 2019 на Wayback Machine, стр. 122; vol. 4 Архивная копия от 4 октября 2018 на Wayback Machine, стр. 100; vol. 5, стр. 104; vol. 6, стр. 105—106  (лат.)
- Bolla Super universas, in Bullarum diplomatum et privilegiorum sanctorum Romanorum pontificum Taurinensis editio, Vol. VI, стр. 559—565  (лат.)
- Bolla Qui Christi Domini, in Bullarii romani continuatio, Tomo XI, Romae 1845, стр. 245—249   (лат.)